# Aníbal Otero
Aníbal Otero Álvarez (Barcia, Ribeira de Piquín, 5 de juliol de 1911-1 de març de 1974) va ser un lingüista i escriptor gallec que va participar en les enquestes de l'Atlas Lingüístico de la Península Ibérica.
Va estudiar Filosofía i Lletres a Madrid. Fou un escriptor de certa importància per a la literatura gallega de la república. Tanmateix se'l coneix més aviat com a lingüista i així va tenir un paper destacat a les enquestes als territoris de parla gallega de l'Atlas Lingüístico de la Península Ibérica. Aquesta tasca el portà a fer recerques lingüístiques al nord de Portugal entrevistant els parlants de gallec. Aquella activitat va propiciar la seua detenció pel règim salazarista sota la sospita d'espionatge comunista. Fou posteriorment lliurat a les autoritats espanyoles el 5 d'agost de 1936 i fou sentenciat a mort pel simple fet de no entendre el codi escrit emprat pel filòleg (retranscripcions en alfabet fonètic). Va ser company de captivitat amb el republicà Pampillón Rodríguez Segundo. Fou amnistiat i isqué de presó el 1941. Va ser autor sobretot d'obres lingüístiques sobre el vocabulari gallec però també escrigué una novel·la autobiogràfica que narra la seua detenció. És més desconegut el seu vessant poètic tot i que existeix una obra poètica seua que roman fins ara inèdita.

## Obra
Lingüística
- "Hipótesis etimológicas referentes al gallego-portugués" in Cuadernos de Estudios Gallegos n°32 (1955)
- Contribución al diccionario gallego (1967).
- Vocabulario de San Jorge de Piquín (1977).

Literatura
- Esmoriz, novel·la autobiogràfica, publicada pòstumament (1994).